# 胡敏嘉
胡敏嘉（英語：Rika Woo；1993年8月15日—），香港日系女團乙女新夢的隊長（以Rika為藝名），同時亦是粵劇女性花旦演員、幕後人員。

## 生平
胡敏嘉的外祖父從事粵劇的舞台燈光工作，她因而自幼接觸戲曲舞台，對於何時對粵劇產生興趣，她在不同專訪中有不同說法：一說是自幼喜歡古裝服飾及模仿花旦動作，一說是童年的影響不深，至長大後某次觀看香港演藝學院將莎士比亞劇作《馴悍記》改編成粵劇，才愛上這種傳統戲曲。此外，她在初中時期開始對日本偶像文化產生憧憬，中四起參加Cosplay活動。準備升讀大學時，她本報考香港中文大學的日本研究學系與香港浸會大學的地理系，但錯過了前者的面試，因而進入了後者。在浸大修畢地理系學位後，她在21歲時再在香港演藝學院修讀戲曲藝術學士（榮譽）學位，2019年畢業。除了成為粵劇花旦演員，畢業後她亦在粵劇業界組織八和會館任職項目主任。
2015年，即開始修讀戲曲的同一年，胡敏嘉又參加了日本女子偶像舞台劇製作公司Alice in Project在香港舉辦的選秀比賽，她在比賽中表演了AKB48的舞曲，及後經過面試，成功入選被稱為香港首個日系女團的乙女奇蹟，並擔任隊長（以Rika為藝名）。該團在2017年解散，胡敏嘉等幾位成員重新組成日系地下偶像團體乙女新夢，仍由她出任隊長，2019年正式出道，後逐漸轉型為主流組合。胡敏嘉曾在訪問中表示，她的不同工作之間沒有正職與副業之分，重要性相同。她曾嘗試將戲曲的毯子功技巧調整成空翻、拱橋等動作，融入到女團的偶像式舞蹈中。
2018年，香港金管局發表三家發鈔銀行的新版鈔票設計，其中中銀香港的一百元鈔票以粵劇為主題，鈔票設計中的粵劇花旦人像以多個真實演員為藍本，當時是戲曲藝術學士三年級生的胡敏嘉是其中之一。

## 主要粵劇演出
| 年份 | 劇團/節目                                        | 劇目/折子戲                    | 角色     | 備註/來源 |
| ---- | ------------------------------------------------ | ------------------------------ | -------- | --------- |
| 2016 | 千珊粵劇工作坊《藝苗新姿耀高山——粵劇日齊共賞》   | 《柳毅傳書》之〈洞庭惜別〉     | 錦麟     | [ 16 ]    |
| 2016 | 千珊粵劇工作坊《藝苗新姿耀高山——粵劇日齊共賞》   | 《別洞觀景》                   |          | [ 17 ]    |
| 2017 | 香港演藝學院                                     | 《隋宮十載菱花夢》選段         | 樂昌公主 | [ 4 ]     |
| 2017 | 香港演藝學院《鑼鼓響》                           | 《西樓錯夢》之〈錯夢〉         | 銀簧     | [ 18 ]    |
| 2018 | 香港演藝學院《鑼鼓響》                           | 《孽海記》之〈思凡〉、〈下山〉 | 色空     | [ 19 ]    |
| 2019 | 碧海粵劇團「折子戲精選」                         | 《楊門女將》選段               | 楊九妹   | [ 20 ]    |
| 2019 | 粵劇營運創新會《普及粵劇場》                     | 《牡丹亭驚夢》之〈幽媾〉       |          | [ 8 ]     |
| 2019 | 粵劇營運創新會《普及粵劇場》                     | 《西樓錯夢》之〈錯夢〉         |          | [ 8 ]     |
| 2019 | 粵劇營運創新會《普及粵劇場》                     | 《紫釵記》之〈劍合釵圓〉       |          | [ 8 ]     |
| 2019 | 香港演藝學院戲曲藝術學士「巾幗英紅」畢業演出     | 《群英會》之〈小宴〉           | 貂蟬     | [ 9 ]     |
| 2019 | 《「粤韵同声」2019粤港澳粤剧名伶聚鹅城联谊晚会》 | 《群英會》之〈小宴〉           | 貂蟬     | [ 21 ]    |
| 2024 | 穎施藝術中心「經典穎流傳」系列                   | 《蝶影紅梨記》之〈窺醉〉       |          | [ 22 ]    |
| 2024 | 穎施藝術中心「經典穎流傳」系列                   | 《洛神》                       | 梨奴     | [ 23 ]    |
| 2025 | 穎施藝術中心「經典穎流傳」系列                   | 《紫釵記》                     | 浣紗     | [ 24 ]    |

## 備註
1. ↑  出生日期8月15日根據乙女新夢官方網頁[2]，出生年份1993年按2025年3月時31歲的報道推斷。
2. ↑  在粵劇演出紀錄中，擔任劇務一職比演員為多，見Art-mate網站之記載。[10]